# Sint-Bonifaciuskerk (Alphen aan den Rijn)
De Sint-Bonifaciuskerk is een rooms-katholieke kerk in Alphen aan den Rijn.
Al in de 13e eeuw is er een Sint-Bonifaciusparochie in Alphen. In de eerste eeuwen stond er vermoedelijk een kleine houten kerk, die in de 15e eeuw werd vervangen door een stenen gebouw. Na de reformatie viel deze in handen van de protestanten en moesten de katholieken gebruikmaken van schuilkerken. Na 1796 werd het de katholieke gemeenschap weer toegestaan eigen kerken te bouwen, waardoor in Alphen in 1824 een nieuwe kerk kon inwijden. Dit was een gebouw in de voor dit tijdperk gebruikelijke neoclassicistische stijl.
In 1886 werd de huidige Sint-Bonifaciuskerk in gebruik genomen. Deze driebeukige neogotische kruiskerk is gebouwd naar een ontwerp van Evert Margry, een leerling van Pierre Cuypers. Het schip van de kerk heeft een houten tongewelf, de zijbeuken zijn voorzien van een stenen gewelf. Van buiten is dit niet zichtbaar, omdat het dak vanaf de nok in een keer doorloopt naar beneden zodat de zijbeuken niet zichtbaar zijn. De voorzijde van de kerk is uitbundig, met zijn torentjes en andere versieringen. Binnen zijn de muren en pilaren geheel beschilderd en voorzien van katholieke voorstellingen en figuren, die typerend zijn voor een neogotisch interieur.
In tegenstelling tot veel andere katholieke kerken heeft de Sint-Bonifaciuskerk geen oost-west oriëntatie (de ingang aan de westzijde, het altaar gericht naar het oosten). In Alphen had dit namelijk betekend dat de ingang aan de achterzijde van de kerk in de richting van de polder had gestaan.
De St. Bonifaciusparochie heeft tot 2005 zelfstandig gebruikgemaakt van de kerk. Op 1 januari 2006 fuseerden de drie parochies van Alphen aan den Rijn tot de parochie De Emmaüsgangers. Deze fuseerde later met de parochies H.H. Michaël en Bernardus te Hazerswoude Rijndijk en de H.H. Engelbewaarders te Hazerswoude Dorp tot de parochie Heilige Thomas.
In de noordelijke gevel buiten de kerk bevindt zich een monument ter nagedachtenis aan pastoor Zacharias de Korte, geboren 26 februari 1891, omgekomen half maart 1945 in concentratiekamp Bergen-Belsen. Het is een reliëf dat voorstelt het visioen van de evangelist Johannes in het Bijbelboek Openbaringen 5 vers 8: "De aanbidding van het Lam Gods door de 24 ouderlingen".

## Trivia
- Het glas in loodraam, 2e gebod, Gij zult de naam van de Heer uwen God niet zonder reden gebruiken, van Willem Mengelberg bezit een fout. In het glas staat vermeld, IV Kon. XIX. Dit is een foutieve tekstverwijzing omdat alleen de Bijbelboeken I Koningen of II Koningen bestaan. Het moet zijn 2 Koningen 18 en 2 Koningen 19. Het is de geschiedenis van koning Sanherib die Israël bedreigt met 185.000 soldaten en Israëls God lastert. In één nacht werden ze allen door één engel gedood. De hoofdpersoon in het raam is Rabsaké, hij was opperbevelhebber en woordvoerder van koning Sanherib.